# 율리아 옌치
율리아 옌치(Julia Jentsch, 1978년 2월 20일 ~ )는 독일의 배우이다. 영화 《소피 숄의 마지막 날들》을 통해서 베를린 영화제 은곰상 여자연기자상, 유럽 영화상 여우주연상, 독일 영화상 여우주연상을 수상했다.

## 출연 작품
- 더 헤브-놋츠 (2016)
- 올 오브 어 서든 (2016)
- 24주 (2016)
- 몬순 베이비 (2014)
- 더 츄즌 원즈 (2014)
- 꼬꼬바 2 (2013)
- 바운더리  맨 (2012)
- 한나 아렌트 (2012)
- 헛 인 더 우즈 (2011)
- 히어 컴즈 롤라 (2010)
- 엘피 브리스트 (2009)
- 살인의 마을 탄뇌드 (2009)
- 대단한 가족 (2008)
- 서든리 지나 (2007)
- 나는 영국 왕을 섬겼다 (2006)
- 스노우랜드 (2005)
- 소피 숄의 마지막 날들 (2005)
- 다운폴 (2004)
- 에쥬케이터 (2004)
- 우리 오빠는 뱀파이어 (2002)
- 앵그리 키시즈 (2000)